# Spongodes zanzibarensis
Spongodes zanzibarensis är en korallart som först beskrevs av Thomson och Henderson 1906.  Spongodes zanzibarensis ingår i släktet Spongodes och familjen Nephtheidae. Inga underarter finns listade i Catalogue of Life.